# Trefuskoro
Trefuskoro (treef-school) of polikliniekschool was een instituut in Paramaribo, Suriname, waar kinderen naar toe gingen die verdacht waren besmet te zijn met lepra. Het afzonderingsinstituut hield het midden tussen thuisisolatie (relatief vrij) en opname in een leprozerie (strikt regime). Trefuskoro functioneerde van 1931 tot 1958.
Kinderen bij wie op school verdachte lichamelijke afwijkingen werden vastgesteld werden nader onderzocht door de Surinaamse Lepracommissie. Begin 20e eeuw werden suspecte gevallen, in afwachting van herkeuring, nog in hun eigen huis geïsoleerd. Toen het onderzoek op de scholen werd geïntensiveerd, nam het aantal gevallen toe. In 1930 werd aan 227 kinderen om deze reden de toegang tot school ontzegd. 
Omdat op de thuissituatie onvoldoende controle was en bovendien de kinderen geen onderwijs ontvingen besloot de gouverneur een school speciaal voor (suspecte) lepra-patiënten op te richten. Vanaf 1951 werden ook kinderen toegelaten met een niet of nauwelijks besmettelijke vorm van lepra (de bacterie-arme vorm, ook wel Tuberculoïde lepra genoemd).
De leerlingen waren verplicht schoolmaaltijden te nuttigen en gebruik te maken van de badkamers van school. Het onderwijs werd verzorgd door vrijwilligers, die een extra toelage kregen op hun salaris. Kerkgenootschappen kregen de gelegenheid godsdienstlessen te geven. 
Trefuskoro droeg, zoals alle 'instituten van afzondering', bij aan de stigmatisering van leprozen en anderen met een lichamelijke afwijking. In 1951 werd de naam veranderd in Tourtonneschool, met het idee dat dit minder stigmatiserend zou werken. De school werd in 1958 gesloten.